# グリーン郡 (ジョージア州)
グリーン郡（Greene County）は、アメリカ合衆国ジョージア州にある郡である。人口は1万5994人（2010年）。郡庁所在地はグリーンズボロである。

## 地理
アメリカ合衆国統計局によると、この郡は総面積1,052 km2 (406 mi2) である。このうち1,006 km2 (388 mi2) が陸地で47 km2 (18 mi2) が水地域である。総面積の4.42%が水地域となっている。

## 人口動勢
2000年現在の国勢調査で、この郡は人口14,406人、5,477世帯、及び4,042家族が暮らしている。人口密度は14/km2 (37/mi2) である。7/km2 (17/mi2) の平均的な密度に6,653軒の住宅が建っている。この郡の人種的な構成は白人52.95%、アフリカン・アメリカン44.45%、先住民0.25%、アジア0.25%、太平洋諸島系0.06%、その他の人種1.49%、及び混血0.56%である。ここの人口の2.92%はヒスパニックまたはラテン系である。
この郡内の住民は25.10%が18歳未満の未成年、18歳以上24歳以下が8.70%、25歳以上44歳以下が24.30%、45歳以上64歳以下が27.50%、及び65歳以上が14.40%にわたっている。中央値年齢は39歳である。女性100人ごとに対して男性は91.90人である。18歳以上の女性100人ごとに対して男性は88.50人である。
この郡内の世帯ごとの平均的な収入は33,479米ドルであり、家族ごとの平均的な収入は39,794米ドルである。男性は31,295米ドルに対して女性は20,232米ドルの平均的な収入がある。この郡の一人当たりの収入 (per capita income) は23,389米ドルである。人口の22.30%及び家族の16.00%は貧困線以下である。全人口のうち18歳未満の33.80%及び65歳以上の20.20%は貧困線以下の生活を送っている。

## 都市及び町
- グリーンズボロ